# Premio Nobel per la medicina
Il premio Nobel per la medicina, ufficialmente premio Nobel per la fisiologia o la medicina (Nobel prize in physiology or medicine) è un'onorificenza di valore mondiale per le persone che hanno "apportato le migliori scoperte e i migliori contributi nel campo della medicina". È stato istituito dal testamento di Alfred Nobel del 1895 ed è stato assegnato per la prima volta nel 1901, come gli altri premi istituiti da Nobel stesso.
Questo premio non viene assegnato dalla Accademia reale svedese delle scienze come la maggior parte dei premi Nobel, ma dall'Istituto Karolinska. Esso consiste in una somma di denaro (otto milioni di corone svedesi nel 2013), un diploma personalizzato per ogni vincitore e una medaglia d'oro recante l'effigie di Alfred Nobel.
Il premio viene assegnato da una giuria di professori di medicina dell'Istituto Karolinska che stila un elenco di cinque nomination da una scelta preventiva di una cinquantina di nomination stilata dal comitato Nobel. Il comitato è composto da 5 membri dell'Istituto Karolinska che si alternano per cooptazione ogni tre anni. Le candidature vengono fatte con l'aiuto di altri importanti istituti medici svedesi e stranieri, circoli di ricerca, eminenti figure mediche ed ex vincitori di premi che ogni anno nominano diversi nomi idonei per il premio. Il premio non può essere assegnato congiuntamente a più di tre persone.
Dopo che il nome del vincitore è stato rivelato all'inizio di ottobre, la medaglia e il diploma della Fondazione Nobel gli sono stati ufficialmente consegnati dal re di Svezia il 10 dicembre successivo, anniversario della morte del fondatore del premio. Dal 2001, il Premio Nobel è stato dotato di un importo di 10 milioni di corone svedesi, ovvero poco più di un milione di euro.
Non è stato assegnato in nove occasioni (1915, 1916, 1917, 1918, 1921, 1925, 1940, 1941 e 1942). Nel 2011 venne assegnato postumo per la prima e unica volta (Ralph Steinman, morto 3 giorni prima dell'annuncio dell'assegnazione).

## Origini ed evoluzione
Secondo il testamento di Alfred Nobel (1833-1896), i premi Nobel dovevano essere assegnati a individui i cui contributi portavano "i maggiori benefici alla storia dell'umanità" nei campi della pace, della letteratura, chimica, fisica e medicina o fisiologia. La ricompensa non può essere postuma, quindi, occasionalmente, il riconoscimento viene assegnato a scienziati anziani prima che muoiano.

### Inizi

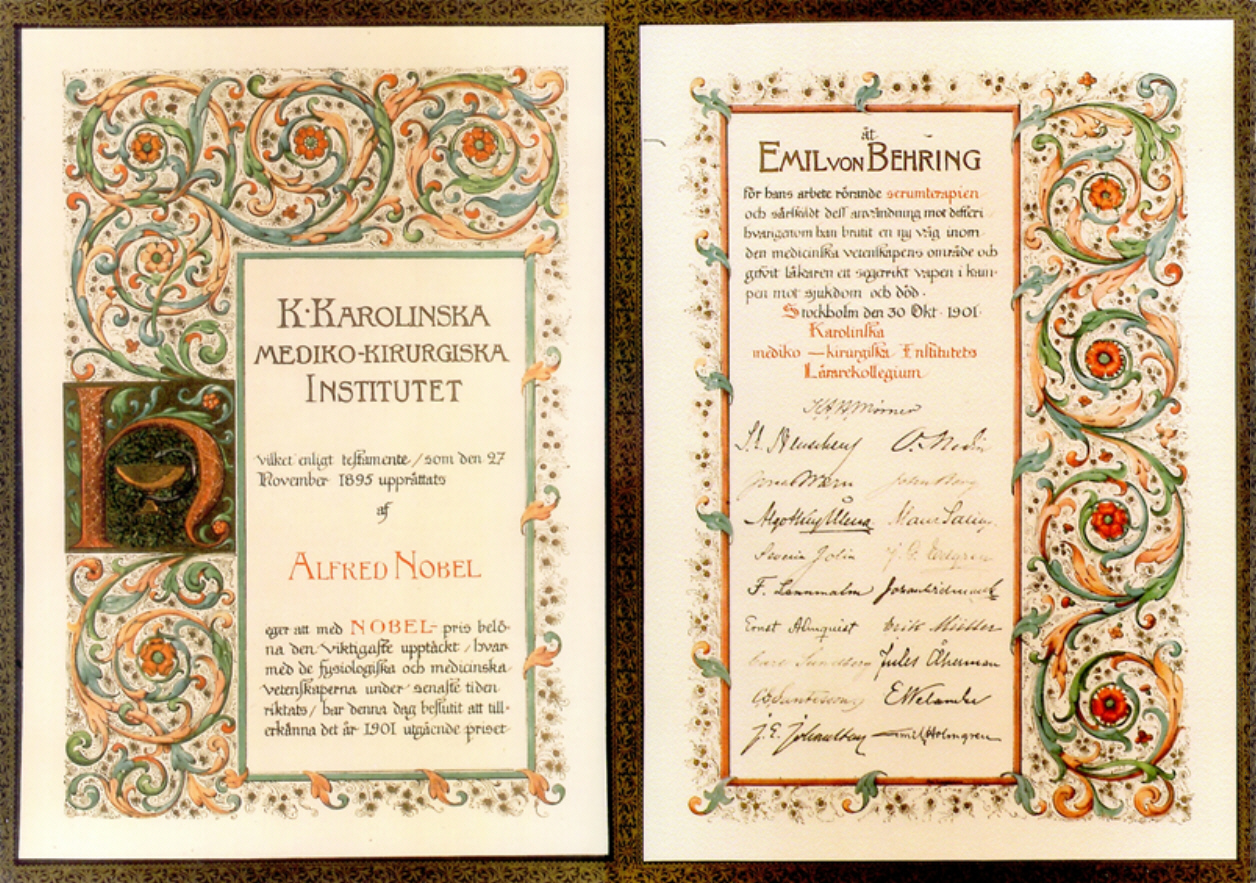
Il diploma del primo premio Nobel per la medicina, assegnato a Emil von Behring, il 30 ottobre 1901.

Secondo la volontà di Nobel, i premi scientifici avrebbero dovuto in linea di principio riconoscere i contributi scientifici dell'anno precedente. Fin dall'inizio, tuttavia, questo lasso di tempo apparve insufficiente per misurare chiaramente la portata di una scoperta. Divenne quindi consuetudine assegnare premi dopo diversi anni, anche decenni. Nel 1901, il primo premio Nobel per la medicina fu assegnato a Emil von Behring (1854-1917) per il suo lavoro sulla sieroterapia (primi anni 1890) e nel 1905 a Robert Koch (1843-1910) per il suo lavoro sulla tubercolosi (1880). 
I primi premi Nobel per la medicina (1901-1914) incoronarono 16 vincitori: 4 tedeschi, 3 francesi, 2 russi e solo uno per 7 paesi. All'inizio i medici e gli scienziati (fisiologi) erano premiati in proporzioni più o meno uguali, mentre la quota di medici è diminuita nel corso del ventesimo secolo. 
Durante questo periodo 1901-1914, per coloro che non furono scelti, l'attribuzione del Premio Nobel suscitò la "macinazione" di un ordine personale o nazionalista, in un quadro internazionale di competizione ed espansione degli imperi coloniali. Tuttavia, il Nobel fu anche parte di un nuovo processo di comunicazione dei risultati scientifici che andava oltre la comunità medica, per raggiungere il grande pubblico. La nascita del Nobel corrisponde infatti all'inizio di una "era mediatica" in cui si stavano diffondendo molto rapidamente progressi medici spettacolari su scala globale (radiografie e scoperte su Rabbia, tubercolosi, difterite, ecc.). 
Sviluppo

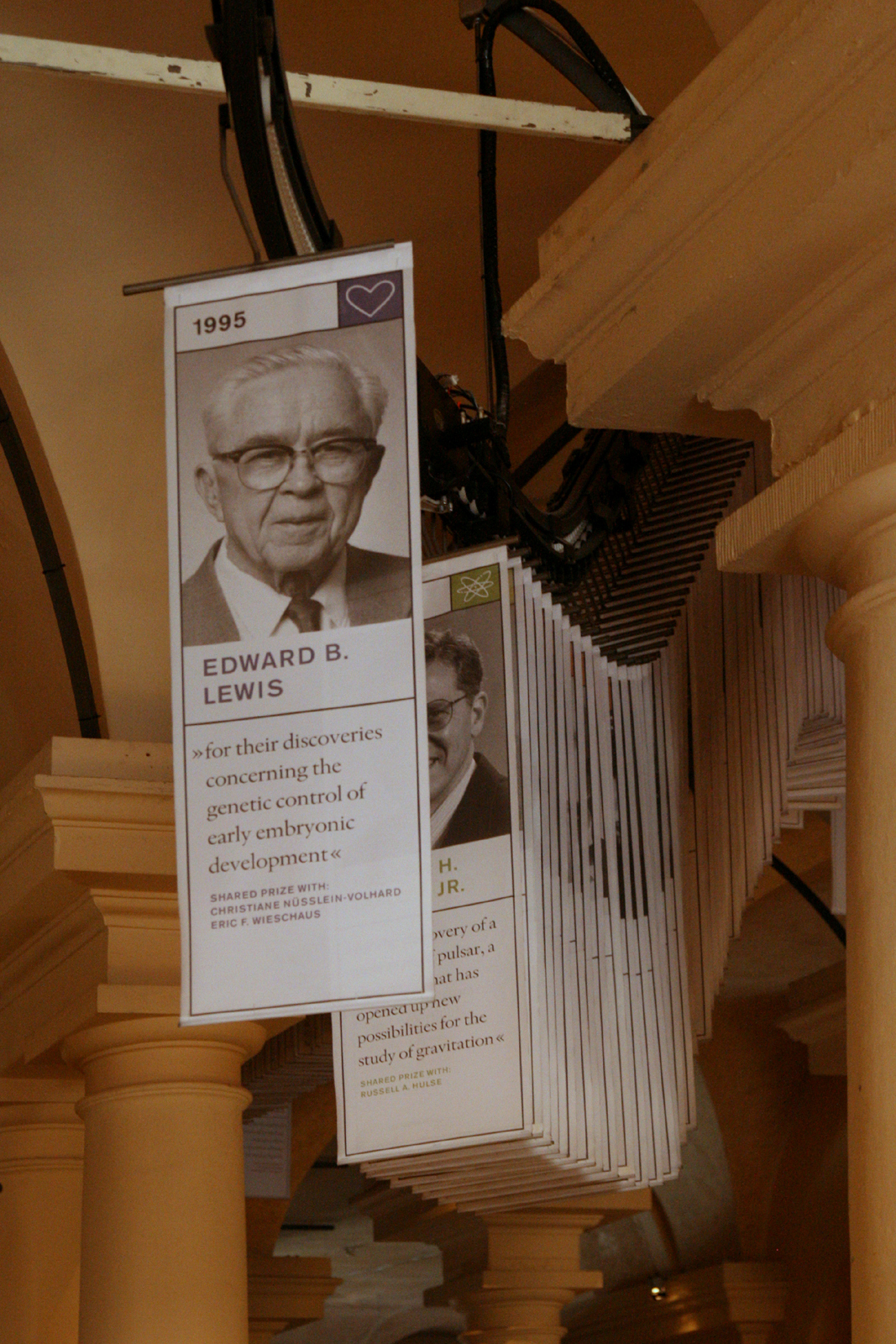
File di vincitori al Museo Nobel di Stoccolma, qui quello di Edward Lewis (1995) per la descrizione dello sviluppo embrionale.

Nel 1906, i membri dei comitati Nobel riconobbero che la maggior parte delle scoperte non erano state fatte da individui isolati e decisero che il premio per la medicina fosse condiviso al massimo da due scienziati e a partire dal 1934 da tre. Queste persone possono essere collaboratori o concorrenti. 
Diversi sociologi della scienza, come Harriet Zuckerman, hanno ipotizzato che il processo di nomina si basi su reti di influenze: i vincitori del premio sono invitati a fare nomination a loro volta, e solo i nominati possono essere candidati. La maggior parte dei vincitori sono uomini bianchi, tedeschi nella prima metà del XX secolo e successivamente americani. Anche all'interno dei paesi predominanti, alcune istituzioni e gruppi di ricerca dominano le classifiche.
Alcune discipline sono molto più premiate di altre e il nepotismo sembra essere un fattore importante. Questo nepotismo può essere familiare (caso di Hans Adolf Krebs) o intellettuale (essere stato nel team di un vincitore è un vantaggio per essere nominato). Sul sito ufficiale della Fondazione Nobel, il database delle candidature è aperto al pubblico e ai ricercatori solo dopo 50 anni (ad esempio, nel 2019, è possibile consultare il periodo 1901-1969).
Il premio non può essere revocato, da qui alcune attribuzioni storiche “imbarazzanti”. Diversi progressi terapeutici, inizialmente promettenti, furono successivamente screditati, e ciò portò, nella seconda metà del XX secolo, a privilegiare invece le scienze di base (fisiologia) a scapito della terapia medica..
L'assegnazione del premio riflette la preoccupazione principale del momento, ma non tutti i principali contributori sono stati premiati. Il database delle candidature ai Nobel mostra che, tra i contributori più spesso nominati (prima metà del XX secolo) ma mai premiati, troviamo ad esempio Émile Roux (1853-1933), Sigmund Freud (1856-1939), Oswald Avery (1877-1955) e Casimir Funck (1884-1967).

## Contributi
Le date fornite in questa sezione sono gli anni del premio Nobel, non l'anno di una scoperta o della sua pubblicazione.
Nel 2019, centodieci premi Nobel per la fisiologia o la medicina sono stati assegnati dal 1901 in alcuni temi dominanti: metodi diagnostici, microbiologia e immunologia, metabolismo, neuroscienze, genetica e campo dei trattamenti. 
Da un punto di vista concettuale, la stragrande maggioranza dei premi fa parte di una continuità e pochi rappresentano grandi interruzioni (equivalenti a un cambio di paradigma). Fanno però parte di un riduzionismo crescente: la spiegazione dei fenomeni biomedicali prima anatomo-clinica, diventa cellulare, poi molecolare e infine ionica.
Come risultato di queste scelte, il Premio Nobel non ha sempre premiato importanti traguardi come la potabilizzazione dell'acqua, l'eradicazione del vaiolo, le macchie nello screening del cancro, metodi di contraccezione sicuri, ecc. perché questi risultati erano basati su tecniche già note.

### Diagnostica
I metodi diagnostici incoronati con un Premio Nobel per la medicina sono: il biomicroscopio o lampe à fente nel 1911, di Allvar Gullstrand, l'unico oftalmologo ad aver ricevuto un Premio Nobel per la medicina; l'elettrocardiogramma nel 1924; cateterismo cardiaco nel 1956; tomografia computerizzata nel 1979.
Tuttavia, diversi vincitori del Premio Nobel per la fisica o la chimica hanno avuto importanti conseguenze in medicina. Ad esempio, il primo premio Nobel per la fisica del 1901 fu assegnato a Wilhelm Röntgen per la sua scoperta dei raggi X, altri premiano il lavoro basato sulla cristallografia a raggi X per chiarire la struttura delle biomolecole (Linus Pauling 1954, Dorothy Hodgkin nel 1964).
Microbiologia

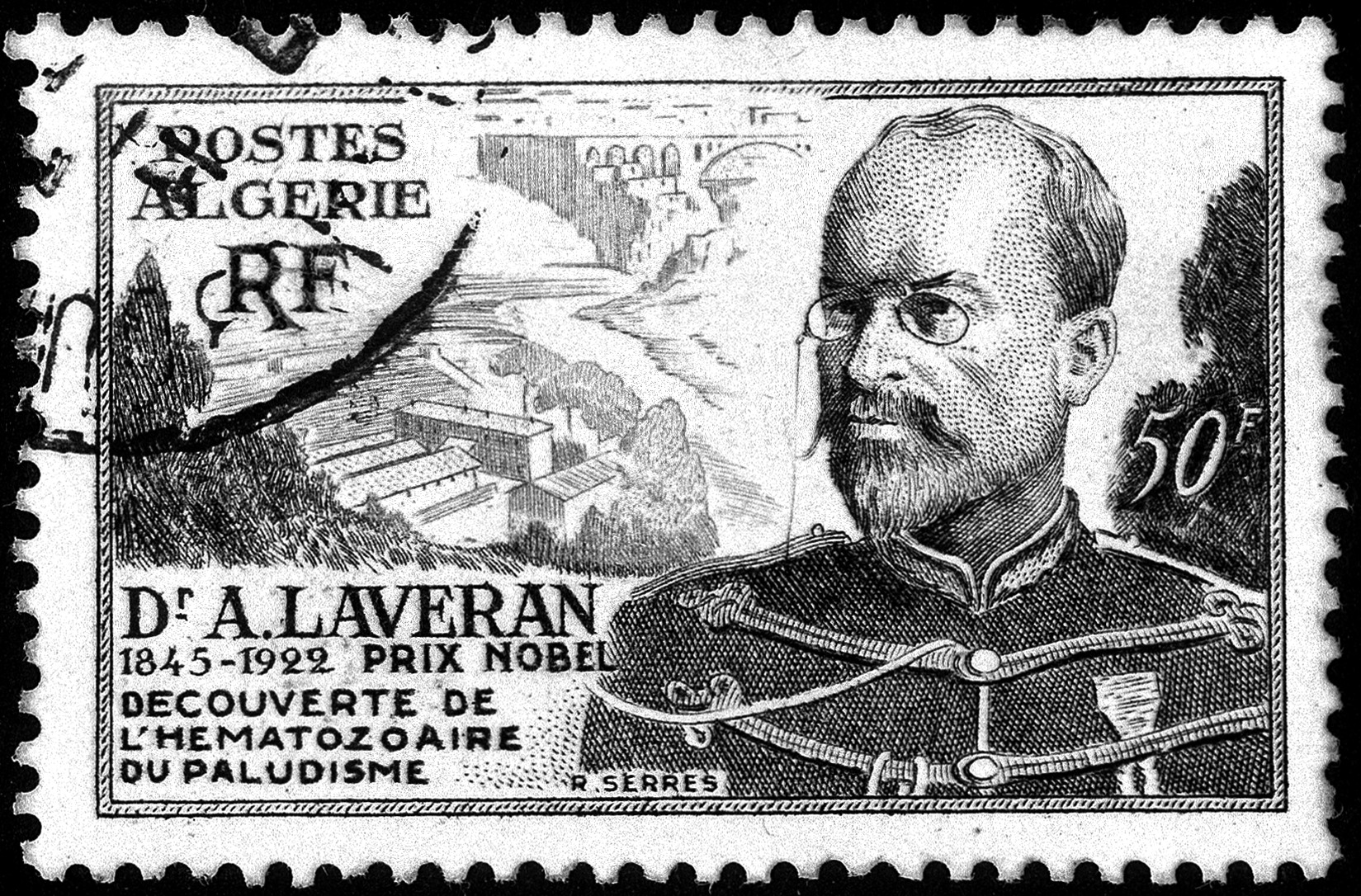
Premio Nobel Alphonse Laveran 1907, francobollo dall'Algeria francese (1954).

Le opere premiate riguardano la parassitologia, il ruolo delle zanzare nella malaria (1902) e il suo parassita (1907), del pidocchio nel tifo (1928). Il lavoro sui virus gioca un ruolo importante nell'ottenimento dei premi: febbre gialla (1951), coltura di poliovirus (1954), batteriofagi (1969), epatite B (1976), virus lenti e prioni (1976 e 1997), ruolo dei virus nella carcinogenesi (1966 e 1975), HIV e papillomavirus (2008).
Il ruolo dei batteri Helicobacter pylori nell'ulcera gastrica (2005) rappresenta un importante cambiamento nella comprensione di questa malattia, riconosciuta come infettiva, quando veniva trattata come un disturbo fisico-chimico legato allo stress.

### Biologia cellulare
La biologia cellulare fu premiata nel 1906 dal lavoro di Golgi e Cajal sulla teoria neuronale. L'invenzione del microscopio elettronico negli anni '30 (insignito del Premio Nobel per la Fisica nel 1986) ha permesso di identificare gli organelli della cellula: reticolo endoplasmatico, lisosoma e mitocondri, scoperte insignite del Premio Nobel per la Medicina nel 1974.

### Immunologia
L'assegnazione del primo Premio Nobel per la medicina alla sieroterapia contro la difterite (1901), mentre all'epoca causava la morte per soffocamento di molti bambini, ebbe il consenso unanime della comunità scientifica e del grande pubblico, che ha contribuito a lanciare il prestigio del nuovo premio.
Aspetti della teoria dell'immunità furono premiati nel 1908, così come anafilassi (1913), meccanismi anticorpali (1919), gruppi sanguigni (1930), tolleranza immunitaria (1960), struttura anticorpale (1972), istocompatibilità (1980), teoria clonale (1984), genetica degli anticorpi (1987), linfociti T (1996).

### Biochimica
Più di dieci premi riguardano questo campo: metabolismo muscolare (1922), respirazione cellulare (1931), metabolismo del glicogeno (1947), ciclo di Krebs (1953), metabolismo del colesterolo (1964) in particolare. 
Altri lavori furono premiati con un Premio Nobel per la chimica: elettroforesi (1948), sulla struttura dell'emoglobina (1962), sugli ormoni, vitamine e altre biomolecole.

### Neuroscienza
Le neuroscienze sono riconosciute sin dall'inizio con il riflesso condizionato della salivazione nei cani (1904), la struttura del sistema nervoso centrale (1906). Diversi premi riguardano le funzioni sensoriali, oltre all'occhio (1911) già citato, la retina (1967) e la corteccia visiva (1981), l'orecchio (1914 e 1961), l'olfatto (2004).
Altri premi riguardano i neuroni (1932) e in particolare la trasmissione nervosa neurochimica (1936, 1944, 1963, 1970); le funzioni del cervello interno (1949), asimmetria cerebrale (1981). In questo contesto, il premio del 1973 sembra essere una curiosità insolita (etologia e comportamento animale).

### Genetica

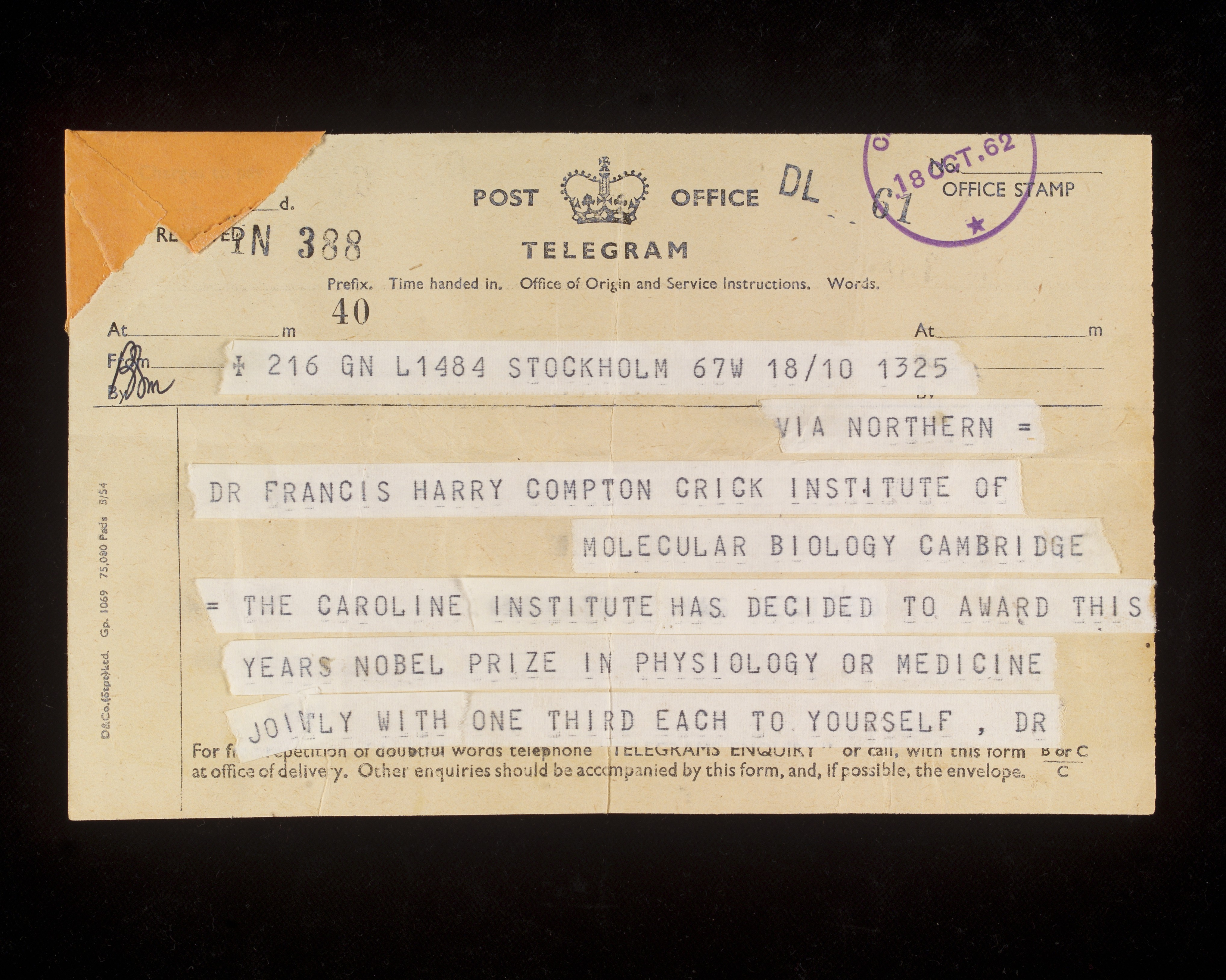
Telegramma che annuncia a Francis Crick il suo Premio Nobel per la Medicina nel 1962, per la struttura del DNA.

Quasi venti premi furono assegnati, soprattutto a partire dagli anni '50, riguardanti la struttura e il funzionamento biochimico e molecolare dei geni. Tra i più noti: la struttura del DNA (1962), la teoria dell'operone (1965), i trasposoni (1983), la morte cellulare programmata (2002).
Anche in questo campo vengono assegnati premi Nobel per la chimica, come il DNA ricombinante (1980) e la PCR (1993)..

### Terapie
I premi riguardano principalmente le scoperte fatte sulla fisiologia legata agli ormoni, alle vitamine, ai prodotti antimicrobici, e incidentalmente alla chirurgia, con lo sviluppo di trattamenti associati alle patofisiologie derivanti dalla disfunzione.
Nel campo degli ormoni sono stati premiati: fisiologia e chirurgia della tiroide (1909), insulina (1923), ruolo dell'ipofisi nel metabolismo degli zuccheri (1947), ormoni corticali surrenali (1947) e midollo surrenale (1950), terapia ormonale per il cancro (1966), ormoni ipotalamici (1977), prostaglandine (1982). Questo lavoro ha permesso di sviluppare farmaci.
Il lavoro sulle vitamine venne premiato nei primi tempi: vitamine in nutrizione (1929), estratti di fegato in anemia (1934) da cui verrà successivamente isolata la vitamina B12, il meccanismo vitamina C (1937), vitamina K (1924), il ruolo della vitamina A (1967). Oltre ai premi Nobel per la medicina assegnati, più di una mezza dozzina di premi Nobel per la chimica riguardano la ricerca (struttura, sintesi, ecc.) relativa alle vitamine.
Per la cura delle malattie infettive, oltre alle cure sieroterapiche e immunologiche (già citate), esiste la malariaterapia contro la neurosifilide (1927). I premi per i prodotti antimicrobici iniziano con Prontosil, uno dei primi sulfonamidi (incoronato nel 1939), seguito dalla penicillina (1945) e dalla streptomicina (1952). Nel 1988 è stato premiato il lavoro su diverse droghe sintetiche derivanti dalla ricerca industriale (industria farmaceutica): beta-bloccanti, 6-mercaptopurina, allopurinolo, cimetidina.
Nonostante il prestigio della chirurgia e dei chirurghi, ci sono pochi premi per la chirurgia. Oltre alla chirurgia tiroidea (1909) già citata, furono premiati i progressi nella chirurgia vascolare (1912), nella lobotomia (1949), nel trapianto di rene e midollo osseo (1990).

### Premio Nobel per la Pace in materia di salute
Tre associazioni sanitarie hanno ricevuto il Premio Nobel per la Pace: Il Comitato Internazionale della Croce Rossa o il suo fondatore, quattro volte premiato (1901, 1917, 1944, 1963 - con la Mezzaluna Rossa), l'Associazione Internazionale dei Medici per prevenzione della guerra nucleare (1985) e Médecins sans frontières (1999).
Due medici lo hanno ricevuto individualmente: John Boyd Orr (1949) e Albert Schweitzer (1952) così come il chimico Linus Pauling (1962).